# Kaalkopbaardvogel
De kaalkopbaardvogel (Gymnobucco calvus) is een vogel uit de familie Lybiidae (Afrikaanse baardvogels).

## Verspreiding en leefgebied
Deze soort komt voor in westelijk Afrika en het westelijke deel van Centraal-Afrika en telt drie ondersoorten:
- G. c. calvus: van Sierra Leone tot Kameroen en Gabon.
- G. c. congicus: van westelijk Congo-Kinshasa tot noordwestelijk Angola.
- G. c. vernayi: het westelijke deel van Centraal-Angola.

## Status
De grootte van de populatie is niet gekwantificeerd maar de soort wordt omschreven als algemeen. Op de Rode lijst van de IUCN heeft deze soort de status niet bedreigd.